# Isla de Nantes

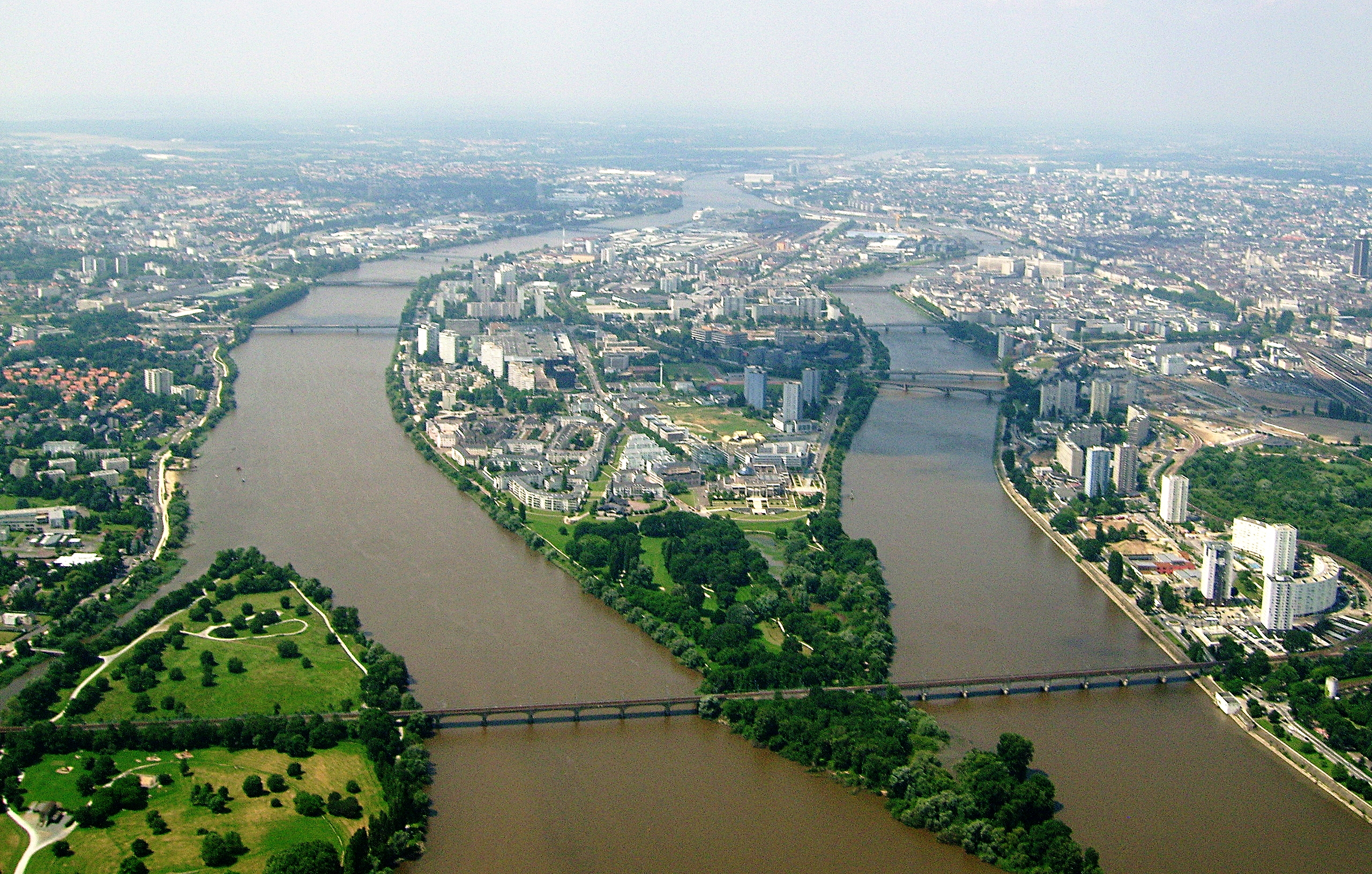
Vista aérea de la isla de Nantes desde su extremo oriental.

La isla de Nantes (en francés: île de Nantes y, antes, île Beaulieu) es una isla fluvial situada en el cauce del río Loira a su paso por la ciudad de Nantes. Constituye uno de los once barrios de la ciudad.

## Geografía
La isla tiene una longitud de 4,9 km de este a oeste y una anchura máxima de 1 km. Se encuentra rodeada por el brazo de la Madeleine al norte y el brazo de Pirmil al sur, y es el resultado de la unión de un conjunto de islas anteriormente conocido como "archipiélago nantés". Estas islas, que en el pasado estaban separadas por antiguos brazos del Loira, fueron unidas mediante trabajos de relleno de tierra durante los siglos XIX y XX.